# Палата представителей (Бельгия)
Палата представителей Бельгии (нидерл. Kamer van Volksvertegenwoordigers, фр. la Chambre des Représentants, нем. Abgeordnetenkammer) — нижняя палата Федерального парламента Бельгии. 

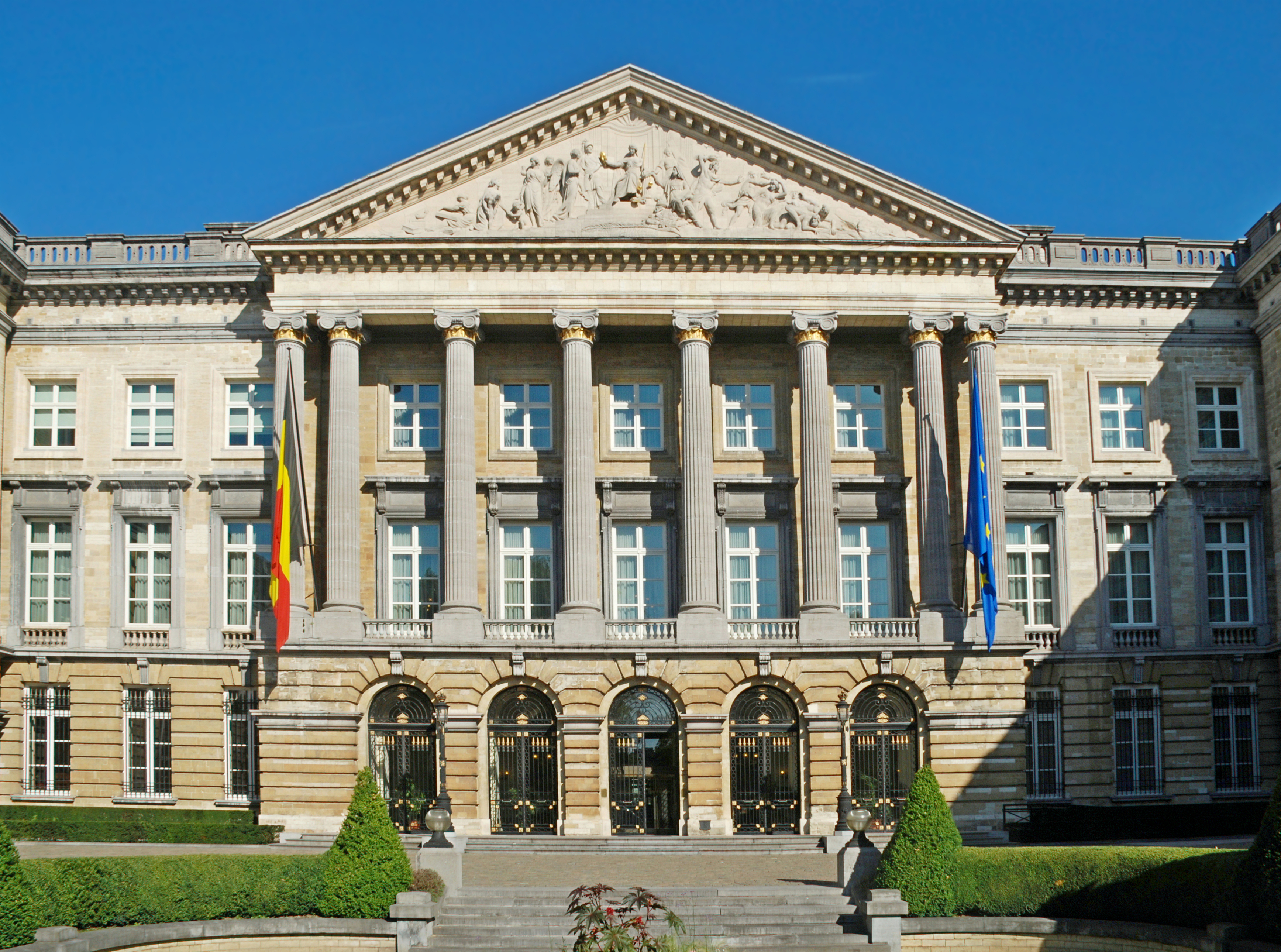
Здание Палаты представителей

## Принцип формирования
Палата представителей состоит из 150 депутатов, избираемых на всеобщих выборах по пропорциональной избирательной системе с использованием метода д’Ондта для распределения мест между партиями. Однако существуют и особенности, связанные с федеративным устройством государства и особым характером отношений между нидерландоязычными фламандцами и франкоговорящими валлонцами.
87 депутатов избирается от нидерландоязычной общины, а 63 — от франкоязычной и немецкоязычной. Провинции Бельгии образуют 10 из 11 избирательных округов (последний округ образует Брюссельский столичный регион). Из 11 округов 10 моноязычные (по 5 округов у фламандской и валлонской общин), и ещё один округ (Брюссельский столичный регион) двуязычный (при этом из-за преобладания в его населении франкофонов все 15 избранных депутатов представляют валлонские партии). Разные округа посылают различное число депутатов в парламент:
| Округ                         | Язык          | Мест |
| ----------------------------- | ------------- | ---- |
| Антверпен                     | нидерландский | 24   |
| Брюссельский столичный регион | двуязычный    | 15   |
| Валлонский Брабант            | французский   | 5    |
| Восточная Фландрия            | нидерландский | 20   |
| Западная Фландрия             | нидерландский | 16   |
| Лимбург                       | нидерландский | 12   |
| Льеж                          | французский   | 15   |
| Люксембург                    | французский   | 4    |
| Намюр                         | французский   | 6    |
| Фламандский Брабант           | нидерландский | 15   |
| Эно                           | французский   | 18   |

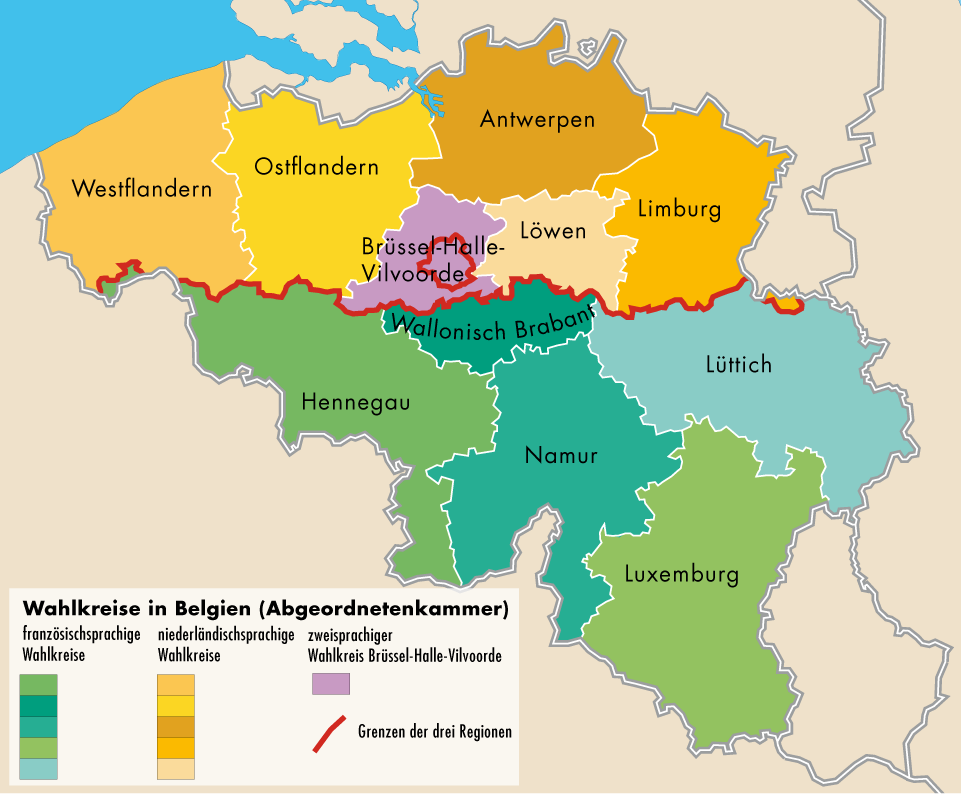
Избирательные округа Бельгии

Депутатом Палаты представителей может стать любой правоспособный гражданин Бельгии, достигший 21 года и постоянно проживающий в стране. При вступлении в должность депутат даёт клятву на нидерландском, немецком или французском языке. Депутат Палаты представителей не может одновременно быть сенатором или депутатом местных органов власти. Кроме того, депутат, ставший министром, автоматически теряет свой депутатский мандат на время исполнения министерских обязанностей и получает его назад по их прекращении.
Для формирования правительства необходимо заручиться поддержкой более чем половины депутатов. Ещё одним важным условием для формирования правительства является необходимость представительства обеих языковых общин.